# Franklin Maxado
Franklin Cerqueira Barreiros Machado, com nome artístico Franklin Maxado e ainda Machado do Nordeste (Feira de Santana, 1943) é um bacharel em direito, jornalista, historiador e cordelista brasileiro.
Mesmo formado em direito e em jornalismo, dedicou-se exclusivamente à literatura de cordel e suas artes conexas, como a xilogravura, possuindo mais de quatrocentos títulos publicados neste estilo com temas que vão do infantil ao erótico, dos ensaios críticos a casos e dramas fictícios.

## Biografia
Maxado diplomou-se em direito pela Universidade Católica do Salvador, e em jornalismo pela Universidade Federal da Bahia; na década de 1970 mudou-se para São Paulo onde viveu de arte popular e como cordelista, sobretudo na Praça da República, aprendendo ainda a xilogravura; nesta época, para ressaltar suas origens, adotou como pseudônimos o "Maxado" com "xis" e "do Nordeste", com o que assinava seus trabalhos.
Na década seguinte voltou à Bahia, contratado pela emissora estatal TV Educativa, como especialista no cordel; de Salvador retornou à cidade natal onde dirigiu o museu da Universidade Estadual de Feira de Santana, o Museu Regional de Arte e idealizou o Museu Casa do Sertão.
Especializado no cordel, realiza palestras sobre o tema, além de haver escrito duas obras em que efetua estudos teóricos e analíticos sobre esse tipo de arte popular. Em seus estudos constatou, por exemplo, o uso pelo poeta do século XIX Castro Alves do repente nordestino, nos seus embates contra o colega Tobias Barreto.

## Principais trabalhos
- Cordel, ed. Hedra, 2007, ISBN 9788577150557[1]
- A Volta do Pavão Misterioso.[1]
- O Que É o Cordel na Literatura Popular, 2012.[2]

### Cordéis
- O Santo Jumento no Reino dos Céus, (s/d)[2]
- O casamento do lobisomem com uma vampira feiticeira, (s/d)[2]
- Saci e o Bicho Folharaz no reino da bicharada, (2011)[2]
- A lenda da Iara é a mesma de Iemanjá e das sereias, (s/d)[2]